# Tomawa-Kolonia
Tomawa-Kolonia – część wsi Tomawa w Polsce, położona w województwie łódzkim, w powiecie piotrkowskim, w gminie Łęki Szlacheckie.
W latach 1975–1998 Tomawa-Kolonia administracyjnie należała do województwa piotrkowskiego.